# 1983–1984-es UEFA-kupa
Az 1983-84-es UEFA-kupát az angol Tottenham Hotspur nyerte tizenegyesekkel a belga Anderlecht ellen. A Tottenham ezzel második UEFA-kupa trófeáját nyerte meg, a döntőig vezető úton a Drogheda United-et, a Feyenoord Rotterdamot, a Bayern Münchent, az FK Austria Wien-t és a HNK Hajduk Split-et győzték le. Az Anderlecht egy "kis" szerencsével jutott a döntőbe: a Nottingham Forest elleni elődöntő visszavágójának eredményébe a játékvezető is beleavatkozott, a belga csapatnak büntetőt ítélt, az ellenfélnek pedig egy gólt nem adott meg, így az Anderlecht 3–0-ra győzött, összesítésben pedig 3–2-vel jutott a döntőbe. A Nottingham kapusa, Hans van Breukelen így nyilatkozott: "Rászedtek minket, és a spanyol bíró volt az, aki miatt nem kerültünk a döntőbe. Ő volt az Anderlecht 12. embere." A csapatot később bűnösnek találták a vesztegetés ügyében, és egy évre eltiltották őket az európai kupasorozatoktól.

## Első kör
| 1. csapat                | Össz.      | 2. csapat                   | 1. mérk. | 2. mérk.   |
| ------------------------ | ---------- | --------------------------- | -------- | ---------- |
| 1. FC Kaiserslautern     | 3-4        | Watford F.C.                | 3-1      | 0-3        |
| TJ Sparta Praha          | 4-3        | Real Madrid                 | 3-2      | 1-1        |
| Larisa FC                | 2-3        | Budapesti Honvéd            | 2-0      | 0-3 (h.u.) |
| Anórthoszi Ammohósztu    | 0-11       | Bayern München              | 0-1      | 0-10       |
| Atlético Madrid          | 2-4        | FC Groningen                | 2-1      | 0-3        |
| Bryne                    | 1-4        | R.S.C. Anderlecht           | 0-3      | 1-1        |
| Celtic F.C.              | 5-1        | Aarhus Gymnastik Forening   | 1-0      | 4-1        |
| Drogheda United          | 0-14       | Tottenham Hotspur FC        | 0-6      | 0-8        |
| FC Aris Bonnevoie        | 0-15       | FK Austria Wien             | 0-5      | 0-10       |
| FC Banik Ostrava         | 6-1        | Boldklubben 1903            | 5-0      | 1-1        |
| Gyinamo Kijev            | 0-1        | Stade Lavallois             | 0-0      | 0-1        |
| FC Girondins de Bordeaux | 2-7        | Lokomotive Leipzig          | 2-3      | 0-4        |
| FK Szpartak Moszkva      | 7-0        | HJK Helsinki                | 2-0      | 5-0        |
| FC Universitatea Craiova | 1-1 (b.p.) | Hajduk Split                | 1-0      | 0-1        |
| FC Zürich                | 3-8        | R. Antwerp F.C.             | 1-4      | 2-4        |
| Hellas Verona F.C.       | 4-2        | FK Crvena Zvezda            | 1-0      | 3-2        |
| IBV                      | 0-3        | FC Carl Zeiss Jena          | 0-0      | 0-3        |
| K.A.A. Gent              | 2-3        | RC Lens                     | 1-1      | 1-2 (h.u.) |
| Nottingham Forest F.C.   | 3-0        | FC Vorwärts Frankfurt       | 2-0      | 1-0        |
| PFK Lokomotiv Plovdiv    | 2-5        | PAOK FC                     | 1-2      | 1-3        |
| PSV Eindhoven            | 6-2        | Ferencvárosi TC             | 4-2      | 2-0        |
| Rabat Ajax               | 0-16       | TJ Internacionál Bratislava | 0-10     | 0-6        |
| Radnicki Nis             | 5-1        | FC St. Gallen               | 3-0      | 2-1        |
| Sevilla FC               | 3-4        | Sporting Clube de Portugal  | 1-1      | 2-3        |
| Sparta Rotterdam         | 5-1        | Coleraine F.C.              | 4-0      | 1-1        |
| Sportul Studentesc       | 1-2        | SK Sturm Graz               | 1-2      | 0-0        |
| St Mirren F.C.           | 0-3        | Feyenoord Rotterdam         | 0-1      | 0-2        |
| Trabzonspor              | 1-2        | Internazionale Milano F.C.  | 1-0      | 0-2        |
| VfB Stuttgart            | 1-2        | PFK Levszki Szófia          | 1-1      | 0-1        |
| Vitoria SC               | 1-5        | Aston Villa FC              | 1-0      | 0-5        |
| Werder Bremen            | 3-2        | Malmo FF                    | 1-1      | 2-1        |
| Widzew Lodz              | 2-2 (i.g.) | IF Elfsborg                 | 0-0      | 2-2        |

h.u. – hosszabbítás után

i.g. – az idegenbeli gólok döntötték el a továbbjutást

b.p. – tizenegyesek döntötték el a továbbjutást

## Második kör
| 1. csapat                  | Össz.      | 2. csapat                   | 1. mérk. | 2. mérk.   |
| -------------------------- | ---------- | --------------------------- | -------- | ---------- |
| Budapesti Honvéd           | 3-5        | Hajduk Split                | 3-2      | 0-3        |
| FC Groningen               | 3-5        | Internazionale Milano F.C.  | 2-0      | 1-5        |
| FK Szpartak Moszkva        | 4-3        | Aston Villa FC              | 2-2      | 2-1        |
| FK Austria Wien            | 5-3        | Stade Lavallois             | 2-0      | 3-3        |
| Hellas Verona F.C.         | 2-2 (i.g.) | SK Sturm Graz               | 2-2      | 0-0        |
| Lokomotive Leipzig         | 2-1        | Werder Bremen               | 1-0      | 1-1        |
| PAOK FC                    | 0-0(b.p.)  | Bayern München              | 0-0      | 0-0        |
| PSV Eindhoven              | 1-3        | Nottingham Forest F.C.      | 1-2      | 0-1        |
| R.S.C. Anderlecht          | 4-2        | FC Banik Ostrava            | 2-0      | 2-2        |
| Radnicki Nis               | 6-3        | TJ Internacionál Bratislava | 4-0      | 2-3        |
| RC Lens                    | 5-4        | R. Antwerp F.C.             | 2-2      | 3-2        |
| Sparta Rotterdam           | 4-3        | FC Carl Zeiss Jena          | 3-2      | 1-1        |
| Sporting Clube de Portugal | 2-5        | Celtic F.C.                 | 2-0      | 0-5        |
| Tottenham Hotspur FC       | 6-2        | Feyenoord Rotterdam         | 4-2      | 2-0        |
| Watford F.C.               | 4-2        | PFK Levszki Szófia          | 1-1      | 3-1 (h.u.) |
| Widzew Lodz                | 1-3        | TJ Sparta Praha             | 1-0      | 0-3        |

h.u. – hosszabbítás után

i.g. – az idegenbeli gólok döntötték el a továbbjutást

b.p. – tizenegyesek döntötték el a továbbjutást

## Harmadik kör
| 1. csapat              | Össz. | 2. csapat                  | 1. mérk. | 2. mérk. |
| ---------------------- | ----- | -------------------------- | -------- | -------- |
| Bayern München         | 1-2   | Tottenham Hotspur FC       | 1-0      | 0-2      |
| FK Austria Wien        | 3-2   | Internazionale Milano F.C. | 2-1      | 1-1      |
| Nottingham Forest F.C. | 2-1   | Celtic F.C.                | 0-0      | 2-1      |
| Radnicki Nis           | 0-4   | Hajduk Split               | 0-2      | 0-2      |
| RC Lens                | 1-2   | R.S.C. Anderlecht          | 1-1      | 0-1      |
| SK Sturm Graz          | 2-1   | Lokomotive Leipzig         | 2-0      | 0-1      |
| Sparta Rotterdam       | 1-3   | FK Szpartak Moszkva        | 1-1      | 0-2      |
| Watford F.C.           | 2-7   | TJ Sparta Praha            | 2-3      | 0-4      |

## Negyeddöntő
| 1. csapat              | Össz. | 2. csapat           | 1. mérk. | 2. mérk.   |
| ---------------------- | ----- | ------------------- | -------- | ---------- |
| TJ Sparta Praha        | 1-2   | Hajduk Split        | 1-0      | 0-2 (h.u.) |
| Nottingham Forest F.C. | 2-1   | SK Sturm Graz       | 1-0      | 1-1 (h.u.) |
| R.S.C. Anderlecht      | 4-3   | FK Szpartak Moszkva | 4-2      | 0-1        |
| Tottenham Hotspur FC   | 4-2   | FK Austria Wien     | 2-0      | 2-2        |

h.u. – hosszabbítás után

## Elődöntő
| 1. csapat              | Össz.      | 2. csapat            | 1. mérk. | 2. mérk. |
| ---------------------- | ---------- | -------------------- | -------- | -------- |
| Hajduk Split           | 2-2 (i.g.) | Tottenham Hotspur FC | 2-1      | 0-1      |
| Nottingham Forest F.C. | 2-3        | R.S.C. Anderlecht    | 2-0      | 0-3      |

i.g. – az idegenbeli gólok döntötték el a továbbjutást
Később kiderült, hogy a Nottingham Forest és az Anderlecht közötti második mérkőzés eredménye a játékvezető részrehajlása miatt nem volt sportszerű. A belga klub elnöke 27 000 fontnak megfelelő összeggel vesztegette meg a bírót. A mérkőzésen egy kétes jogosságú büntetőt ítélt az Anderlech-nek, míg a Forest egyik gólját nem adta meg.

## Döntő

### Első mérkőzés
| 1984. május 9. |

| RSC Anderlecht | 1–1   | Tottenham Hotspur |
| -------------- | ----- | ----------------- |
| Olsen 85'      | (1–1) | 57' Miller        |

| Constant Vanden Stock Stadion, Brüsszel Nézőszám: 35 000 Játékvezető: Galler |

### Második mérkőzés
| 1984. május 23. |

| Tottenham Hotspur | 1–1   | RSC Anderlecht    |
| ----------------- | ----- | ----------------- |
| Roberts 84'       | (0–0) | 60' Czerniatynski |

| White Hart Lane, London Nézőszám: 46 205 Játékvezető: Roth |

|                                        |       | 11-esekkel                              |  |
| Roberts Falco Stevens Archibald Thomas | 4 – 3 | Olsen Grün Scifo Vercauteren Gudjohnsen |  |